# ناحیه تخلیه
در فیزیک نیمه هادی‌ها، ناحیه تخلیه، لایه سد، لایه تخلیه، ناحیه پیوند و یا ناحیه بار فضایی، یک ناحیه عایق مابین دو ناحیه نیمه هادی است که همه حامل‌های بار آزاد (الکترون و حفره) را از خود به بیرون می‌راند. تنها ذره‌های باقی‌مانده در درون این لایه، اتم‌های یونیزه شده ناخالصی دهنده و گیرنده است.
علت نامگذاری ناحیه تخلیه بدین اسم اینست که این منطقه از یک ناحیه نیمه رسانا تشکیل شده‌است که تمامی حامل‌های بار (جریان الکتریکی) از درون آن تخلیه شده‌است. درک مفهوم ناحیه تخلیه یا لایه سد، کلیدی برای توضیح ادوات نیمه هادی مدرن مانند دیود، ترانزیستور دو قطبی، ترانزیستور اثر میدان و غیره است.

## شکل‌گیری ناحیه تخلیه در یک پیوند P-N

بالا: پیوند p-n در لحظه اتصال؛ پایین: پس از تشکیل لایه سد

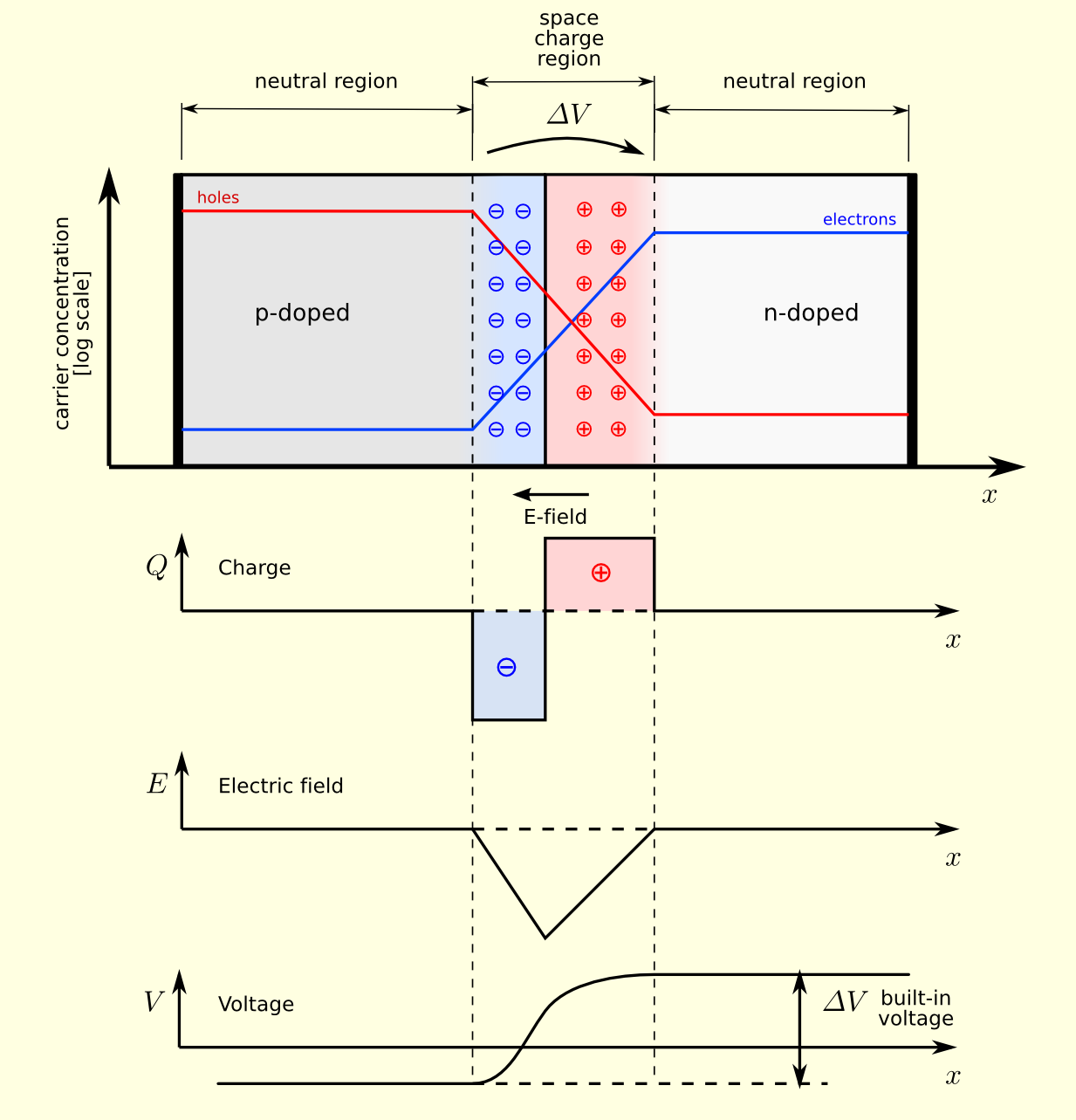
بالا: تراکم حفره و الکترون در طول پیوند؛ دوم از بالا: چگالی بار؛ سوم: میدان الکتریکی؛ Bottom: پتانسیل الکتریکی

یک اتصال PN در حالت بایاس مستقیم، عرض ناحیه تخلیه کاهش می‌یابد. هر دو نیمه هادی p و n به اندازه 1e15/cm3 ناخالص شده‌است که منجر به تولید پتانسیل سد در حدود ~0.59 V شده‌است. به اختلاف سطح ترازهای شبه فرمی در باند هدایت و ظرفیت نیمه هادی n و p دقت کنید. (منحنی قرمز).

لایه سد بلافاصله بعد از تشکیل پیوند p-n به وجود می‌آید.
فرض کنید درون کاسه‌ای پر از آب، یک قطره جوهر آبی رنگ بچکانیم. در این صورت، جوهر شروع به پخش شدن در سراسر کاسه آب می‌کند به‌طوری‌که بعد از گذشت زمان مشاهده می‌شود که آب درون کاسه به رنگ آبی کم رنگ درآمده‌است. علت این پدیده، فرایند نفوذ (دیفوژن) است.
موقع اتصال دو نوع نیمه هادی نوع n و نیمه هادی نوع p، الکترون‌ها و حفره‌ها مانند جوهر و نیمه هادی‌های n و p مانند کاسه آب عمل می‌کند.
در نیمه هادی نوع n، تعداد الکترون‌ها بسیار بیشتر از تعداد آن‌ها در نیمه هادی نوع p است (حامل اکثریت) و همچنین در نیمه هادی نوع p، تعداد حفره‌ها بسیار بیشتر از تعداد آن‌ها در نیمه هادی نوع n است. به همین دلیل در زمان اتصال دو نوع نیمه هادی n و p به یکدیگر، الکترون‌ها به داخل نیمه هادی p و حفره‌ها به داخل نیمه هادی n نفوذ می‌کنند. (درست مانند نفوذ مولکول‌های جوهر در بین مولکول‌های آب)
نفوذ یک الکترون از ناحیه n به ناحیه p سبب به وجود آمدن یک یون مثبت دهنده در نیمه هادی n و همچنین به‌طور مشابه، نفوذ یک حفره سبب پیدایش یک یون منفی پذیرنده در ناحیه p می‌شود
پس از نفوذ الکترون به ناحیه p، این الکترون با یکی از حفره‌های موجود در طرف p، بازترکیب (خنثی) می‌شود. این فرایند در مورد حفره‌های نفوذ کرده به ناحیه n نیز صادق است. همان‌طور که در بالا اشاره شد، هر الکترون و حفره نفوذ کرده به سمت مقابل، یک یون باردار در نزدیکی مرز نیمه هادی n و p بر جای می‌گذارد. این یونها دارای بار مثبت در طرف نیمه هادی n و بار منفی در طرف نیمه هادی p هستند و به علت جرم بسیار بالا نسبت به الکترون و حفره (هسته اتم هزاران بار سنگین تر از الکترون است)، نمی‌توانند حرکت کرده و یکدیگر را خنثی سازند و در نتیجه یک ناحیه با بارهای مثبت و منفی جدا از هم و در کنار هم به وجود می‌آید. این حالت سبب تشکیل یک میدان الکتریکی در این ناحیه (ناحیه تخلیه) می‌شود. این میدان الکتریکی از ادامه نفوذ الکترون‌ها و حفره‌ها به طرف مقابل جلوگیری می‌کند. جهت این میدان الکتریکی از سمت ناحیه n به سمت ناحیه p است. در لحظه‌ای که شدت میدان الکتریکی به اندازه‌ای برسد که نفوذ الکترون‌ها و حفره‌ها را متوقف کند، حالت تعادل به وجود می‌آید و به ولتاژ به وجود آمده در دو سر لایه سد (ناحیه تخلیه)، ولتاژ اتصال یا پتانسیل سد گفته می‌شود. (این ولتاژ در دیود سیلیسیوم معمولی حدود ۰٫۷ ولت است)
به‌طور کلی، حرکت الکترون و حفره در درون نیمه هادی از دو عامل جریان نفوذ و جریان رانش تشکیل می‌شود. به جریان نفوذ در قسمت‌های بالا اشاره شد اما علت به وجود آمدن جریان رانش، همان میدان الکتریکی تشکیل شده در لایه سد است. جهت این میدان از ناحیه N به سمت ناحیه P است. در نیمه هادی‌ها، اگر الکترون یا حفره‌ای وارد ناحیه تخلیه شود، توسط پتانسیل میدان الکتریکی به سمت مقابل رانده می‌شود که به این جریان، جریان رانش (دریفت) گفته می‌شود. می‌دانیم که جهت حرکت بار مثبت (حفره) موافق با جهت میدان الکتریکی و جهت حرکت بار منفی (الکترون)، مخالف جهت میدان الکتریکی است بنابراین جهت جریان رانش همیشه از نیمه هادی n به طرف p است. در یک پیوند p-n همواره جریان نفوذ و رانش در خلاف جهت هم در حال جریان هستند. اگر مقدار این دو جریان برابر باشد، حالت تعادل برقرار می‌شود و جریانی در دیود برقرار نمی‌شود. هنگامیکه دیود بایاس می‌شود، تعادل این جریان‌ها بهم خورده و یکی از آن‌ها بر دیگری غلبه می‌کند و جهت جریان غالب دیود تعیین می‌شود.

### بایاس مستقیم
در بایاس مستقیم (P مثبت و N منفی منبع تغذیه)، میدان الکتریکی باتری متصل به دیود در خلاف جهت میدان الکتریکی لایه سد است (میدان باتری از ناحیه p به n است) و در نتیجه سبب تضعیف میدان الکتریکی داخلی دیود (ناحیه تخلیه) می‌شود. اگر ولتاژ خارجی را تا حدود ۰٫۶۵ ولت افزایش دهیم در اینصورت عرض لایه سد به قدری نازک می‌شود الکترون‌ها و حفره‌ها به راحتی از آن عبور کرده و به طرف مقابل نفوذ می‌کنند. در این حالت، اندازه جریان نفوذ بر جریان رانش غلبه کرده است و جریان دیود به شدت افزایش پیدا می‌کند. پس از این لحظه، با افزایش ولتاژ منبع تغذیه، جریان دیود نیز افزایش پیدا می‌کند.

### بایاس معکوس
در بایاس معکوس (P منفی و N مثبت باتری)، میدان الکتریکی باتری با میدان الکتریکی لایه سد هم جهت شده و آن را تقویت می‌کند. با شدیدتر شدن میدان در ناحیه تخلیه، عرض لایه سد بیشتر شده و جریان نفوذ به شدت کاهش می‌یابد اما جریان رانش ثابت است. علت ثابت ماندن جریان رانش اینست که مقدار این جریان به پتانسیل لایه سد بستگی ندارد چراکه بارهای مثبت یا منفی تشکیل دهنده این جریان (الکترون و حفره) از حامل‌هایی اقلیتی هستند که درون هر دو نوع نیمه هادی به آرامی حرکت می‌کنند و به محض ورود به ناحیه تخلیه، به طرف مقابل رانده می‌شوند. این فرایند به شدت و ضعف میدان الکتریکی ارتباطی ندارد. از آنجا که جریان رانش از حامل‌های اقلیت تشکیل شده‌است لذا مقدار این جریان، ناچیز است. در بایاس معکوس، اندازه جریان رانش بر جریان نفوذ غلبه کرده و یک جریان معکوس در دیود جاری می‌شود. به این جریان معکوس که از سمت نیمه هادی n به طرف نیمه هادی p جاری می‌شود، جریان اشباع معکوس دیود گفته می‌شود.